# Бато
Бато (Chinese: 跋陀; pinyin: Bátuó) — первый настоятель Шаолиньского монастыря. Родом из Южной Индии.
Согласно городским записям Дэнфэн, Бато приехал в Китай в 464 году и проповедовал буддизм в течение тридцати лет. Тридцать один год спустя, в 495 году, монастырь Шаолинь был построен по приказу императора Вэнь-ди (Сяовэнь-ди, 孝文帝) для проповеди Бато.
У Бато осталось несколько учеников — Сэнцань и Хуэйкэ оба были экспертами в боевых искусствах к тому времени, когда они начали изучать религию с Бато.